# Pristomerus armatus
Pristomerus armatus là một loài tò vò trong họ Ichneumonidae.